# Le Coucher de la mariée (film, 1933)
Pour les articles homonymes, voir Le Coucher de la mariée.
Pour plus de détails, voir Fiche technique et Distribution.
Le Coucher de la mariée est un film français réalisé par Roger Lion, sorti en 1933.

## Fiche technique
- Titre : Le Coucher de la mariée
- Réalisation : Roger Lion
- Scénario : Roger Lion et Félix Gandéra, d'après sa pièce
- Photographie : Coutelier, André Dantan et Enzo Riccioni
- Décors : Aimé Bazin
- Musique : Jean Delettre
- Société de production : Europa Films
- Pays d'origine :  France
- Durée : 75 minutes
- Date de sortie : France, 15 septembre 1933

## Distribution
- Alexandre Arnaudy : Edouard
- Jean Weber : Claude
- Suzanne Rissler : Gisèle
- Gustave Libeau
- Josette Day
- Marguerite Pierry
- Marcelle Praince
- Pierre Juvenet